# Gelfingen

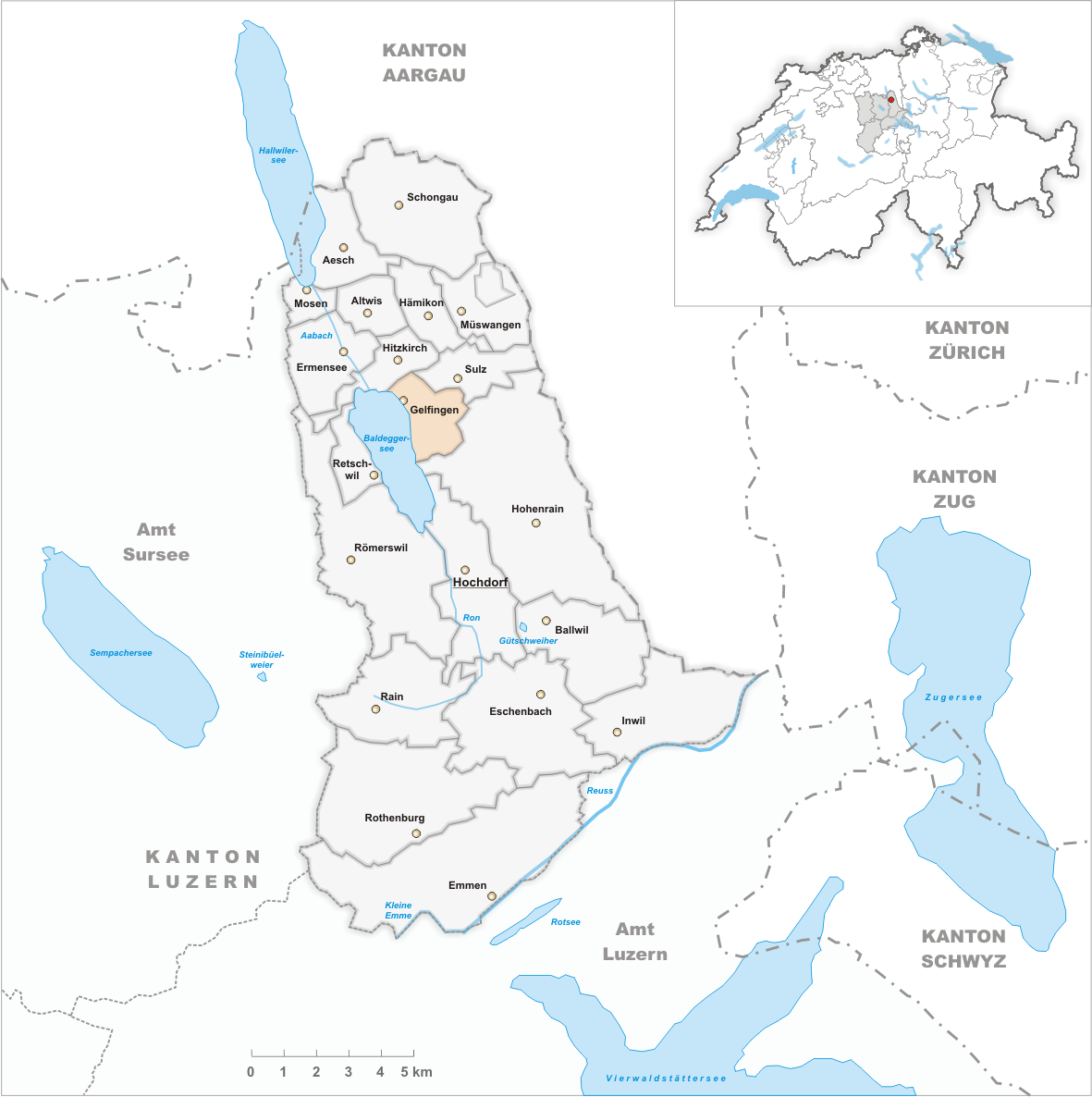
Gemeindestand vor der Fusion am 1. Januar 2009

Gelfingen (schweizerdeutsch: Gäuflige) ist ein Dorf in der Gemeinde Hitzkirch im Amt Hochdorf des Kantons Luzern in der Schweiz.
Bis zum 31. Dezember 2008 war Gelfingen eine politische Gemeinde, per 1. Januar 2009 haben die Gemeinden Hitzkirch, Gelfingen, Hämikon, Mosen, Müswangen, Retschwil und Sulz zur neuen Gemeinde Hitzkirch fusioniert.

## Geographie
Gelfingen liegt am Nordende des Baldeggersees im luzernischen Teil des Seetals. Das Gebiet der ehemaligen Gemeinde erstreckt sich über ein Areal von 740 ha, wovon fast die Hälfte Anteil am Baldeggersee und 386 ha Landfläche sind. Diese wird zu 64,8 % landwirtschaftlich genutzt. 25,4 % sind von Wald und Gehölz bedeckt, bloss 9,3 % sind Siedlungsfläche. Oberhalb des Dorfes liegt das Schloss Heidegg.
Nachbargemeinden waren Hitzkirch, Hohenrain und Sulz.

## Bevölkerung
| Bevölkerungsentwicklung | Bevölkerungsentwicklung |
| Jahr                    | Einwohner               |
| ----------------------- | ----------------------- |
| 1798                    | 307                     |
| 1850                    | 497                     |
| 1888                    | 413                     |
| 1900                    | 443                     |
| 1980                    | 501                     |
| 1990                    | 515                     |
| 2000                    | 709                     |
| 2004                    | 762                     |

Die Zahl der Bewohner stieg in der ersten Hälfte des 19. Jahrhunderts an und schwankte von 1850 bis 1990 stets zwischen 440 und 520 Personen, meist um 500 Einwohner. Die tiefste Zahl wurde bei der Volkszählung 1888 festgestellt. In den 15 Jahren seit 1990 stieg die Bevölkerung stark an (Wachstum 1990–2004: 48,0 %).

### Sprachen
Die Bevölkerung spricht eine hochalemannische Mundart. Bei der letzten Volkszählung im Jahr 2000 gaben 94,08 % Deutsch, 1,41 % Englisch und 0,99 % Portugiesisch als Hauptsprache/Alltagssprache an.

### Religionen – Konfessionen
Früher bestand die gesamte Bevölkerung aus Mitgliedern der römisch-katholischen Kirche. Heute (Stand 2000) sieht die religiöse Zusammensetzung wie folgt aus: 79,83 % römisch-katholische, 8,18 % evangelisch-reformierte und 0,85 % andere Christen (Anhänger von Freikirchen). Daneben gab es 4,65 % Konfessionslose, 0,85 % Hindus und 0,71 % Muslime. Die Hindus sind Tamilen aus Sri Lanka, die Muslime Albaner aus dem Kosovo und Mazedonien.

### Herkunft und Nationalität
Ende 2006 waren von den 774 Einwohnern 738 Schweizer Staatsbürger und 36 (= 4,7 %) Ausländer. Bei der letzten Volkszählung waren 89,56 (einschliesslich Doppelbürger 94,50 %) Schweizer. Die stärksten Zuwanderergruppen kommen aus Deutschland, Italien, Portugal, Sri Lanka und Österreich.

### Gemeinderat
Die Einwohner und Einwohnerinnen mit Schweizer Bürgerrecht wählten den Gemeinderat, der dann in seinem Namen die Gemeinde leitete. Bei den letzten Gemeinderatswahlen im Jahr 2004 kam es zu einer Kampfwahl. Bei einer Stimmbeteiligung von 64,3 % wurden im ersten Wahlgang vier von fünf Sitzen besetzt. Da einer der beiden Nichtgewählten nicht zum zweiten Wahlgang antreten wollte, wurde der fünfte Sitz in stiller Wahl vergeben. 
Der letzte Gemeinderat von Gelfingen setzte sich wie folgt zusammen:
- Pius Jans (CVP), Gemeindepräsident
- Luzia Ineichen-Fellmann (CVP), Gemeindeamtsfrau
- Hansruedi Häfliger-Vonarburg (parteilos)
- Verena Schnyder-Käser (CVP)
- Sabine Trottmann-Dauben (FDP)

### Wahlen zum Grossrat
Bei den Grossratswahlen im Jahre 2003 erreichte die CVP mit 50,35 % der Stimmen die absolute Mehrheit. Auf Platz 2 folgte die SVP mit 20,70 %, danach die FDP mit 17,11 %. Die drei bürgerlichen Parteien erreichten zusammen also fast 90 % der Stimmen. Die SP bekam 7,97 %, das Grüne Bündnis 2,22 %.

## Verkehr
Gelfingen verfügt über eine eigene Haltestelle der Seetalbahn, wie die Bahnlinie Luzern-Lenzburg genannt wird. Gelfingen liegt an der Hauptstrasse Luzern-Lenzburg. Der nächstgelegene Autobahnanschluss ist Buchrain an der A14 in 15 km Entfernung.

## Geschichte

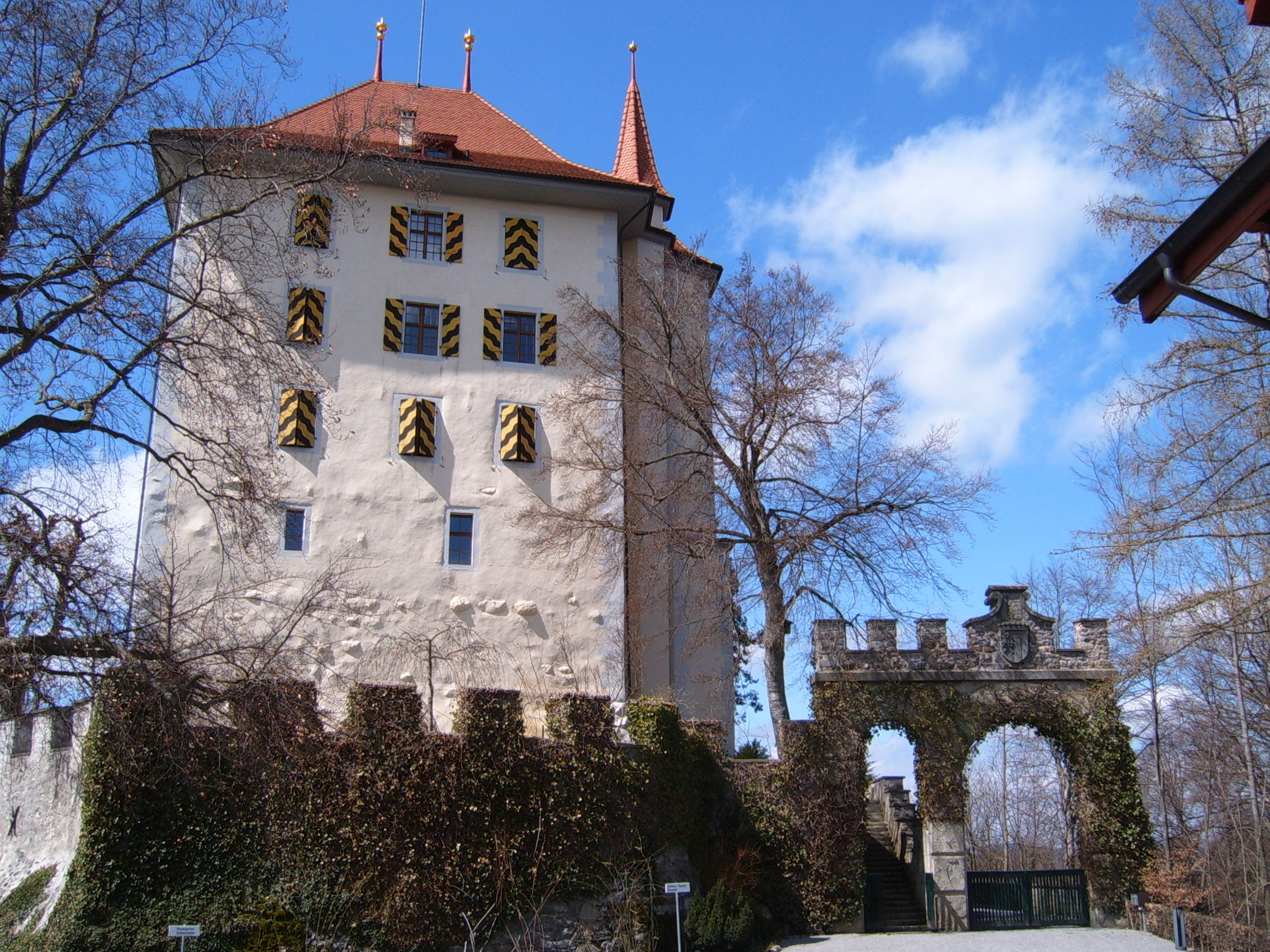
Schloss Heidegg oberhalb Gelfingen

Der Ort Gelvingun wird erstmals in einem Schutzbrief von König Heinrich III. an den Chorherrenstift Beromünster im Jahr 1045 erwähnt. Er gehörte zur Herrschaft der Ritter von Heidegg, die zuerst Lehnsherren der Grafen von Lenzburg, dann der Habsburger waren. Faktisch 1386, nominell erst 1415 unter die Herrschaft der Stadt Luzern. Bereits 1425 kam der Ort zu den Freien Ämtern bis ins Jahr 1798, danach bis 1803 zum Kanton Baden. Seither gehört der Ort zum damals neu geschaffenen Amt Hochdorf.
Über lange Zeit war der Kaiserspan der einzige Rebberg im Kanton Luzern. Die Bewirtschaftung des Rebberges wurde bis 1957 aufrechterhalten. Der Weinbau konnte 1990 nach längerer Ruhepause auf dem Sonnenhügel im Kaiserspan, der zur Gemeinde Gelfingen gehört, auf 75 Aren wieder bestockt werden. 
Im Rahmen des Fusionsprojektes Hitzkirchertal stimmten sämtliche beteiligten Gemeinden dem Zusammenschluss zu, der per 1. Januar 2009 in die Tat umgesetzt wurde.

Luftbild (1971)

## Söhne und Töchter des Ortes
- Johann Winkler (1805–1863), Politiker, Regierungsmitglied und Stadtpräsident von Luzern
- Joseph Winkler (1809–1886), Theologe und Kirchenrechtler